# Leo Laakso
Leo Laakso, né le 21 août 1918 à Heinola et décédé le 4 avril 2002 à Helsinki, est un sauteur à ski finlandais.

## Biographie
Il est membre du club Lahden Hiihtoseura. Aux Championnats du monde inofficiels de 1941, il se classe deuxième de la compétition de saut.
De 1941 à 1946, il remporte à chaque fois le concours aux Jeux du ski de Lahti, à part en 1942 où la compétition est annulée.
En 1948, il prend part aux Jeux olympiques de Saint-Moritz, pour y prendre la sixième place.

## Palmarès

### Jeux olympiques
| Épreuve / Édition | St-Moritz 1948 |
| Individuel        | 6e             |